# Richmond (Indiana)
Richmond è una città degli Stati Uniti d'America, capoluogo della contea di Wayne, nello Stato dell'Indiana.
La popolazione era di 39 124 abitanti nel censimento del 2000.